# Мелик-Каракозова, Ольга
Ольга Викторовна Мелик-Каракозова — российская предпринимательница, известная благодаря неоднократному участию в Международном чемпионате бариста, работе обжарщиком и бариста в таких сетях кофеен, как «Кофемания», «Кофеин», «Даблби», ведению школы Barista Education & Consulting по приготовлению кофе, а также открытию собственной кофейни, совмещённой с обжарочным производством.

## Биография
Ольга родилась и росла в Москве с четырьмя братьями: трое старших один младший. Первое её взаимодействие с кофе произошло тогда, когда её дядя, работавший в Эфиопии переводчиком, принёс домой зелёные кофейные зёрна, которые было решено обжарить в духовке, однако это окончилось испорченным зерном.
Окончив школу и желая стать членом религиозной женской общины, Ольга переехала в Словакию, где попала в монастырь, откуда её, однако, выгнали несколько месяцев спустя. Затем Ольга переехала в Австрию для практики немецкого языка, став няней для семьи с шестью детьми. По возвращении в Москву она устроилась работать в кофейню под названием Zen Coffee, пробыв членом рабочей команды кофейни с 1999 по 2000 гг. Позднее после открытия нового заведения сети «Кофемания» она перевелась работать туда. Следующим местом её работы стал «Кофеин», куда её пригласили на должность шеф-бариста, и тогда Ольга начала самостоятельно приобретать кофейное зерно и заниматься его обжаркой. В то время управлением «Кофеина» занималась Анна Цфасман, совместно с которой Ольга начала набирать команду шеф-бариста для запуска собственного проекта. Это в итоге привело к основанию в 2012 году сети монокофеен «Даблби», однако в июне 2014 года в своём Facebook-аккаунте Ольга объявила об уходе с должности шеф-бариста и обжарщика команды, тем не менее оставаясь одним из её основателей.
Следующим проектом Ольги стал Smart Coffee, включающий в себя бизнесы Smart Roaster — проект по предоставлению в лизинг клиентам помещения и оборудования для обжарки на правах партнёра, а не владельца — и Rainbow Coffee, специализировавшийся на обжарке и поставке ограниченного количества зёрен с целью достижения лучшего качества. Ещё особенностью Smart Coffee стало совмещение идеи обжарочного производства и кофейни. Впоследствии, а именно зимой 2021 года список направленностей заведения пополнился веломастерской, продажей завтраков и хлебопекарным делом.
В декабре 2015 года Ольга Мелик-Каракозова вместе с Анной Серовой присутствовала на открытии заведения сети кофеен «Ураган-сарай».

### Личная жизнь
Согласно заявлениям Ольги, она является лесбиянкой. У неё также есть одиннадцатилетний сын и собака породы бигль.

## Награды
| Год  | Награда                         | Результат  | Прим.  |
| ---- | ------------------------------- | ---------- | ------ |
| 2003 | Российский чемпионат бариста    | 3-е место  | [ 14 ] |
| 2004 | Российский чемпионат бариста    | 1-е место  | [ 15 ] |
| 2004 | Международный чемпионат бариста | 9-е место  | [ 16 ] |
| 2005 | Российский чемпионат бариста    | 2-е место  | [ 15 ] |
| 2007 | Российский чемпионат бариста    | 1-е место  | [ 15 ] |
| 2007 | Международный чемпионат бариста | 25-е место | [ 17 ] |
| 2011 | Российский чемпионат бариста    | 1-е место  | [ 15 ] |
| 2011 | Международный чемпионат бариста | 18-е место | [ 18 ] |
| 2012 | Российский чемпионат бариста    | 1-е место  | [ 15 ] |
| 2012 | Международный чемпионат бариста | 18-е место | [ 19 ] |